# Лент, Гельмут
Гельмут Лент (нем. Helmut Lent; 13 июня 1918, Пийрехне, под Ландсбергом-на-Варте — 7 октября 1944, Падерборн) — немецкий лётчик-ас ночной истребительной авиации периода Второй мировой войны. Совершил 507 боевых вылетов, одержав 110 побед, из них 103 ночных. Начинал боевую карьеру как пилот двухмоторного истребителя Bf.110. Служил в частях: ZG76, NJG1, NJG2, NJG3.

## Биография
Гельмут Иоганн Зигфрид Лент родился 13 июня 1918 года в Пийрехне около Ландсберга-на-Варте. Он был пятым сыном лютеранского священника Иоганна Лента и Марии Елизаветы, в девичестве Браун. До Гельмута у них родились два сына, Вернер и Йоахим, и две дочери, Кати и Урсула. Религиозность семьи имела давнюю историю: братья и деды Иоганна-старшего также были священниками. В 1924—1928 годах Гельмут учился в начальной школе Пийрехне; отец и брат Вернер занимались с Гельмутом дома для подготовки к вступительным экзаменам в гимназию Ландсберга (будущая Hermann Göring Hochschule). В феврале 1933 года он вступил в Юнгфольк, где через месяц стал взводным (Jungzugführer), а через 2 года — знаменосцем (Fähnleinführer). 9 ноября 1935 года Гельмут покинул Юнгфольк для того, чтобы подготовиться к выпускным экзаменам. 12 декабря он их сдал, а 2 февраля 1936 года начал обязательную восьминедельную службу в Reichsarbeitdienst. 1 апреля Лент, вопреки воле отца, поступил на службу люфтваффе фанен-юнкером.
6 апреля 1936 года Лент начал обучение в школе ВВС в Гатове, 21 апреля он присягнул на верность НСДАП. 7 августа стартовала лётная подготовка Гельмута. Впервые он поднялся в небо на тренировочном биплане «Heinkel He 72», а 15 сентября Лент совершил первый одиночный полёт на «Focke-Wulf Fw 44». Кроме лётных учений, кадеты также обучались вождению мотоцикла и автомобиля. В это время Лент получил травмы в ДТП, отлучившие его от полётов на пять месяцев. На теоретической подготовке инцидент не сказался, и 1 апреля 1937 года, после успешной сдачи экзаменов, Гельмуту было присвоено звание фенриха. 19 октября первый этап лётной подготовки завершился с получением Лентом лицензии A/B. 1 февраля 1938 года он был повышен до оберфенриха, а через месяц — до лейтенанта. За это время Лент совершил 434 полёта на восьми видах одномоторных самолётов общей продолжительностью 112 часов 48 минут.
Из Гатова Гельмут был переведён в школу экипажей тяжёлых бомбардировщиков (Große Kampffliegerschule) в Тутове. Всю весну Лент обучался на авианаблюдателя, а в конце курса попал под машину: сломал челюсть, получил черепно-мозговую травму. С 1 июля 1938 года Лент был зачислен в 3-ю группу 132-й истребительной эскадры «Рихтхофен».
7 октября 1944 года при посадке на аэродром, самолёт Лента задел высоковольтные провода, опрокинулся, упал на землю и загорелся. Три пилота, в том числе и Лент, погибли.

## Семья
Жена Лента — Хелен была русской по происхождению и родилась в Москве в 1914 году (в девичестве Елена Сенокосникова). Они познакомились на свидании вслепую. Будущая жена Лента скрывала свое происхождение и носила вымышленное имя «Элизабет Петерсен» (Elisabeth Petersen). Поэтому при регистрации брака возникли проблемы, но после тщательного расследования о ее расовой принадлежности, ей и Ленту было разрешено заключить брак. 6 июня 1942 года у них родилась дочь Кристина; вторая дочь, Хельма, родилась 6 октября 1944 года, за день до смерти Лента.